# Willem van der Voort

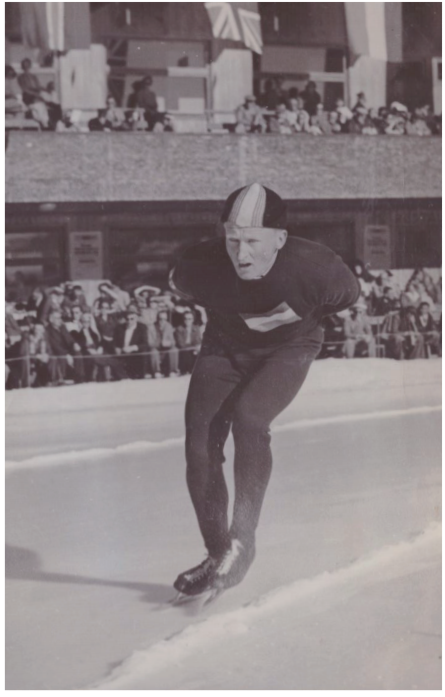
Willem van der Voort, 1952

Willem „Wim“ van der Voort (* 24. März 1923 in ’s-Gravenzande; † 23. Oktober 2016 in Delft) war ein niederländischer Eisschnellläufer.
Bei den Olympischen Winterspielen 1952 in Oslo, bei der van der Voort Fahnenträger der niederländischen Mannschaft war, gewann er über 1500 Meter 0,2 Sekunden hinter dem Norweger Hjalmar Andersen und vor Roald Aas die Silbermedaille.
Bei den Mehrkampfweltmeisterschaften 1953 gewann van der Voort die Bronzemedaille, bei den Mehrkampfeuropameisterschaften 1951 und 1953 jeweils eine Silbermedaille.